# Amphimonhystera parachnema
Amphimonhystera parachnema är en rundmaskart. Amphimonhystera parachnema ingår i släktet Amphimonhystera, och familjen Monhysteridae. Arten är reproducerande i Sverige.